# Sauvimont
Sauvimont är en kommun i departementet Gers i regionen Occitanien i sydvästra Frankrike. Kommunen ligger i kantonen Lombez som tillhör arrondissementet Auch. År 2022 hade Sauvimont 66 invånare.

## Befolkningsutveckling
Antalet invånare i kommunen Sauvimont
Referens:INSEE